# دبعل
دبعل هي قرية لبنانية من قرى قضاء الضنية في محافظة الشمال.

كانت في السابق تشكل مع قرية قرحيا نطاقا واحدة وقد تم فصلهما إلى قريتين منفصلتين بموجب قانون رقم  68 تاريخ 26/3/2009 الصادر عن مجلس النواب اللبناني. 